# 若泽·维森特·德莫拉
若泽·维森特·德莫拉（葡萄牙語：José Vicente de Moura，1937年—）是現任葡萄牙奧林匹克委員會主席兼任葡語系奧林匹克委員會總會主席。

## 簡歷
- 1984年，洛杉磯奧運會葡萄牙體育代表團團長
- 1990年~1992年，葡萄牙奧林匹克委員會主席
- 1997年~ ，葡萄牙奧林匹克委員會主席
- 2004年~2006年，葡語系奧林匹克委員會總會主席
- 2006年~2009年，葡語系奧林匹克委員會總會第一副主席